# Adam Gottlob Moltke-Huitfeldt
 Der er flere personer med dette navn, se Adam Gottlob Moltke (flertydig).
Adam Gottlob greve Moltke-Huitfeldt (10. juni 1798 – 23. marts 1876 på Glorup) var en dansk greve, godsejer, diplomat og gehejmeråd.
Han var søn af grev Gebhard Moltke-Huitfeldt, blev 1816 student, 1819 juridisk kandidat, 1822 kammerjunker, var i nogle år attacheret gesandtskabet i Paris og senere legationssekretær i Wien, ansattes 1829 som hofmarskal hos Prins Christian og forblev i samme stilling efter prinsens tronbestigelse indtil 1842, 1834 kammerherre, gik 1846 som ministerresident til Neapel, fra 1847 tillige akkrediteret ved de sardinske og toskanske hoffer, tog sin afsked 1848 og tiltrådte 1851 besiddelsen af Stamhuset Moltkenborg (Glorup mm). 1858 blev han gehejmekonferensråd og 1861 Storkors af Dannebrogordenen.
Efter at have søgt valg til Folketinget indvalgtes han 1859 i Landstinget, men genvalgtes ikke 1866; 1861 blev han kongevalgt medlem af Rigsrådet og overgik 1866 til Landstinget, men nedlagde 1868 sit valgbrev. Død 23. marts 1876. Moltke-Huitfeldts politiske virksomhed var ikke meget betydende, men med en fremtrædende personlig elskværdighed forenede han megen interesse såvel for kunst og litteratur som for fædrelandets materielle udvikling; hans gavmildhed både i patriotiske øjemed og, hvor det gjaldt understøttelse af trængende, var noksom bekendt.
Gift 20. juli 1828 med Elisabeth Razumowska (2. december 1811 – 20. maj 1892), datter af Gregorij Kirillowitsch greve Rasumowskij. Han var far til Léon Moltke-Huitfeldt.